# Булычев, Александр Петрович
Александр Петрович Булычев (июль 1899 — 25 февраля 1939) — советский государственный деятель, 1-й второй секретарь Кабардино-Балкарской АССР, участник Гражданской войны в России.

## Биография
Родился в июле 1899 г. в г. Тула в семье владельца кустарно-слесарной мастерской. По национальности русский. В 1910 г. окончил три класса начальной школы в Туле, в 1917 г. Тульское реальное училище. С июля по октябрь 1917 г. юнкер Александровского военного училища в Москве. С октября 1917 г. младший офицер, командир роты 81-го пехотного запасного полка в г. Скопин Рязанской губернии. С апреля 1918 г. находился на иждивении родителей. С января 1919 г. в Рабоче-крестьянской Красной армии помощник адъютанта 1-го Тульского губернского резервного полка. Участник Гражданской войны в России: с мая 1919 г. помощник начальника хозяйственной команды 323-го и 481-го стрелковых полков 36-й стрелковой дивизии Южного фронте. С сентября 1919 г. начальник хозяйственной команды 526-го стрелкового полка 5-й армии на Восточном фронте. С апреля 1920 г. помощник начальника, с августа 1920 г. начальник заградительных отрядов Терской области. С ноября 1920 г. помощник начальника штаба по оперативной части 42-й, 44-й, 110-й стрелковых бригад. С мая 1921 начальник штаба 110-й стрелковой бригады 10-й армии. В июле 1921 г. вступил в коммунистическую партию. С июля 1921 г. военрук Кабардинского (Кабардино-Балкарского) областного военкомата. С апреля 1922 г. помощник военкома, член коллегии областного военкомата и заместитель председателя революционного трибунала. С января 1923 г. областной военком. С марта 1925 г. областной военком и заведующий Ленинским учебным городком. С марта 1926 г. заведующий учебным городком и заместитель заведующего областным отделом народного образования. С сентября 1929 г. заведующий учебным городком и заведующий областным отделом народного образования. С мая 1930 г. заведующий организационным отделом Кабардино-Балкарского обкома ВКП(б). С февраля 1934 г. заместитель секретаря Кабардино-Балкарского обкома ВКП(б). С апреля 1936 г. 1-й второй секретарь Кабардино-Балкарского обкома ВКП(б). С января 1938 г. заместитель председателя ЦИК Кабардино-Балкарской АССР. С июля 1938 г. заместитель председателя СНК Кабардино-Балкарской АССР. Арестован 13 ноября 1938 г. Военной коллегией Верховного Суда СССР 25 февраля 1939 г. по обвинению в участии в контрреволюционной организации по статьям 58-2, 58-7, 58-8, 58-11 Уголовного кодекса РСФСР приговорен к расстрелу, в тот же день расстрелян. Захоронен в Москве на Донском кладбище. В ЗАГС сообщено, что Булычев умер, отбывая наказание, 30 марта 1940 г. Реабилитирован определением ВКВС СССР 5 января 1955 г.